# Karin Knapp
Karin Knapp (n. 28 de junio de 1987, Brunico, Italia) es una exjugadora italiana profesional de tenis. Su mayor logro ha sido llegar a la final del torneo Tier II, en la que perdió ante Justine Henin.

## Vida privada
Su padre, Alois, es un fabricante de tela. La madre, Marianne, es una maestra jubilada. Karin tiene dos hermanos Stefan y Michael. Comenzó a jugar al tenis a los 7 años. Su superficie favorita son las canchas duras y su tiro favorito es la derecha. Habla alemán, italiano e inglés. Sus cosas favoritas son comer pastas, ver la película Gladiador, escuchar música pop, esquiar, ver televisión y viajar. 
Knapp admira a Kim Clijsters.

## Carrera profesional
En su primer Grand Slam, Roland Garros 2007, llegó a la tercera ronda en singles, superando a la 22° preclasificada Alona Bondarenko en segunda ronda. En la tercera ronda, perdió ante la 14° cabeza de serie, Patty Schnyder por 4-6, 6-1, 7-5.
En el Abierto de EE. UU. 2007, derrotó a Chan Yung-jan para llegar a la segunda ronda donde perdió ante Ahsha Rolle.
Knapp alcanzó su primera final del tour de la WTA en 2008. Ella perdió allí ante la n.º 1 del mundo y la favorita local, Justine Henin por 6-3, 6-3.
En el Roland Garros 2008, perdió en tercera ronda ante la n.º 1 María Sharápova por 7-6, 6-0.

## Títulos WTA (2; 2+0)

### Individuales (2)
| Leyenda: Antes de 2009     | Leyenda: A partir de 2009 |
| -------------------------- | ------------------------- |
| Grand Slam (0)             |                           |
| WTA Tour Championships (0) |                           |
| Tier I (0)                 | Premier Mandatory (0)     |
| Tier II (0)                | Premier 5 (0)             |
| Tier III (0)               | Premier (0)               |
| Tier IV & V (0)            | International (2)         |

| N.° | Fecha                    | Torneo    | Superficie    | Oponente en la final | Resultado        |
| 1.  | 13 de septiembre de 2014 | Taskent   | Dura          | Bojana Jovanovski    | 6-2, 7-6(4)      |
| 2.  | 23 de mayo de 2015       | Núremberg | Tierra batida | Roberta Vinci        | 7-6(5), 4-6, 6-1 |

#### Finalista (2)
| N.° | Fecha                 | Torneo      | Superficie    | Oponente en la final | Resultado        |
| 1.  | 17 de febrero de 2008 | Amberes     | Moqueta       | Justine Henin        | 3-6, 3-6         |
| 2.  | 26 de julio de 2015   | Bad Gastein | Tierra batida | Samantha Stosur      | 6-3, 6-7(3), 2-6 |

### Dobles (0)
| Leyenda: Antes de 2009 | Leyenda: A partir de 2009 |
| ---------------------- | ------------------------- |
| Grand Slam (0)         |                           |
| WTA Championships (0)  |                           |
| Tier I (0)             | Premier Mandatory (0)     |
| Tier II (0)            | Premier 5 (0)             |
| Tier III (0)           | Premier (0)               |
| Tier IV & V (0)        | International (0)         |

#### Finalista (3)
| N.º | Fecha               | Torneos  | Superficie    | Pareja           | Oponentes                        | Resultado        |
| --- | ------------------- | -------- | ------------- | ---------------- | -------------------------------- | ---------------- |
| 1.  | 22 de julio de 2007 | Palermo  | Tierra batida | Alice Canepa     | Mariya Koryttseva Darya Kustova  | 4-6, 1-6         |
| 2.  | 13 de julio de 2014 | Bucarest | Tierra batida | Çağla Büyükakçay | Elena Bogdan Alexandra Cadanțu   | 4-6, 6-3, [5-10] |
| 3.  | 12 de abril de 2015 | Katowice | Dura (i)      | Gioia Barbieri   | Ysaline Bonaventure Demi Schuurs | 5-7, 6-4, [6-10] |